# Tom Fowler
Pour les articles homonymes, voir Fowler.
Thomas William Fowler, dit Tom Fowler, né le 10 juin 1951 à Salt Lake City (Utah) et mort le 2 juillet 2024, est un bassiste rock américain.

## Biographie
Tom Fowler a joué en particulier avec Frank Zappa et The Mothers of Invention, Jean-Luc Ponty, Steve Hackett et Ray Charles. Ses frères Bruce Fowler, tromboniste, et Walt Fowler, trompettiste, ont joué également avec Zappa. Il reste célèbre parmi les bassistes de Zappa pour avoir joué dans un de ses meilleurs groupes (avec George Duke, Napoleon Murphy Brock, Chester Thompson, Ruth Underwood, etc.), et pour avoir exécuté quelques-unes des pièces parmi les plus difficiles à une vitesse étonnante, jouant même parfois des passages entiers à la basse correspondant à des mélodies où l'instrument n'était pas prévu. En 1978, Steve Hackett l'invite à jouer sur son deuxième album solo, Please Don’t Touch!, au milieu d'une belle brochette de musiciens, tels que Richie Havens, Steve Walsh, Randy Crawford, Chester Thompson, Phil Ehart, etc.

## Discographie
Avec It’s A Beautiful Day
- Choice Quality Stuff/Anytime - 1971
- At Carnegie Hall - 1972

Avec Frank Zappa/The Mothers of Invention
- Over-Nite Sensation - 1973
- Apostrophe(‘) - 1974
- Roxy & Elsewhere - 1974
- One Size Fits All - 1975
- Bongo Fury - 1975
- Studio Tan - 1978
- The Old Masters Box III - 1987
- You Can’t Do That On Stage Anymore, Vol. 2 - 1988
- The Lost Episodes - 1996
- Läther - 1996
- Frank Zappa Plays The Music Of Frank Zappa: A Memorial Tribute - 1996
- Have I Offended Someone? - 1997
- Quadiophiliac - 2004
- One Shot Deal - 2008
- Understanding America - 2012
- Road Tapes, Venue 2 - 2013
- Roxy by Proxy - 2014
- Roxy the Soundtrack - 2015
- The Crux of the Biscuit - 2016
- The Roxy Performances - 2018

Avec Air Pocket/The Fowler Brothers
- Fly On - 1975
- Hunter - 1985
- Breakfast For Dinosaurs - 1988

Avec George Duke
- I Love the Blues, She Heard My Cry - 1975

Avec Jean-Luc Ponty
- Aurora - 1976
- Imaginary Voyage - 1976

Avec Steve Hackett
- Please Don’t Touch! - 1978

Avec Bruce Fowler
- Ants Can Count - 1990

Avec Steve Fowler
- Last Blue Sky - 1991

Avec Don Preston
- Vial Foamy Ectoplasm - 1993

Avec Ray Charles
- Ray Charles At The Olympia - 2004
- Ray - 2004
- Genius Loves Company - 2004